# Коршунов Олександр Вікторович
Олександр Вікторович Коршунов (нар.. 11 лютого 1954, Москва, СРСР) — радянський і російський актор театру і кіно, театральний режисер, педагог, професор Вищого театрального училища ім. М. С. Щепкіна (2002), головний режисер Московського драматичного театру «Сфера» з 2014 року ; народний артист РФ (1999).

## Біографія
Народився 11 лютого 1954 року в Москві в родині народного артиста СРСР Віктора Коршунова (1929—2015) і акторки і режисерки Катерини Єланської (1929—2013), художньої керівниці театру «Сфера».
У 1975 році закінчив Школу-студію МХАТ імені В. І. Немировича-Данченка, курс Віктора Карловича Монюкова. В цьому ж році був прийнятий до трупи Московського нового драматичного театру.
З 1981 року, з моменту заснування Московського драматичного театру «Сфера», служить в ньому як актор та режисер-постановник.
Паралельно, з 1984 року (на запрошення Михайла Царьова) — актор і режисер Державного академічного Малого театру Росії в Москві.
З 1996 року — викладач дисципліни «Майстерність актора» у Вищому театральному училищі імені М. С. Щепкіна, професор (з 2002 року) кафедри майстерності актора. Серед учнів Олександра Вікторовича Коршунова — актори Ігор Петренко, Ілля Ісаєв, Георгій Дронов, Клавдія Коршунова, Катерина Порубель, Сергій Потапов, Аліса Сапегіна, Антон Хабаров, Микола Іванов, Олександр Суворов та інші.
З квітня 2014 року є головним режисером Московського драматичного театру «Сфера».
Дружина — Ольга Семенівна Коршунова (до шлюбу Леонова), театральна художниця-постановниця.
Діти: Степан Коршунов (нар.. 1978, режисер і актор) і Клавдія Коршунова (нар.. 8 червня 1984, акторка).

## Творчість

### Ролі в театрі

#### Московський Новий драматичний театр

##### Акторські роботи
- «Минулого літа в Чулимську» Олександра Вампілова — Єремеєв
- «Моя прекрасна леді» за п'єсою «Пігмаліон» Бернарда Шоу на музику Фредеріка Лоу — Фредді
- «Шлях вашому житті» Вільяма Сарояна — Дадлі
- «В гостях і вдома» Олександра Володіна — Костя
- «Осінь слідчого» Г. Данаїлова — Андрєєв, слідчий

#### Московський драматичний театр «Сфера»

##### Акторські роботи
- «Маленький принц» Антуана де Сент-Екзюпері — льотчик
- «Театральний роман» Михайла Булгакова — Максудов
- «Еврідіка» Жана Ануя — Орфей
- «Доктор Живаго» Бориса Пастернака — Живаго
- «Кабала Святош» Михайла Булгакова — Жан Батист Поклен де Мольєр
- «Раскас» Василя Шукшина — Іван Петін

##### Режисерські роботи
- 2003 — «Ах, який гарний цей світ!..» Єжи Брошкевич
- 2005 — «Запрошення в замок» Жана Ануя
- 2006 — «Кандіда» Бернарда Шоу
- 2008 — «Прибуткове місце» Олександра Островського
- 2008 — «В чужому бенкеті похмілля» Олександра Островського
- 2010 — «Учень ліцею» Андрія Платонова
- 2011 — «Циліндр» Едуардо де Філіппо
- 2013 — «Вишневий сад» Антона Чехова
- 2013 — «Три товстуни» («Балаганчик дядечка Брізака») Юрія Олеші
- 2014 — «Звичайна історія» Івана Гончарова
- 2015 — «Старший син» Олександра Вампілова
- 2016 — «Кабала Святош» Михайла Булгакова
- 2018 — «Дачники» Максима Горького
- 2018 — «Дядечків сон» Федора Достоєвського

#### Державний академічний Малий театр Росії

##### Акторські роботи
- 1984 — «Сірано де Бержерак» Едмона Ростана — гвардієць
- 1984 — «Змова Фієско в Генуї» Фрідріха Шиллера — ремісник
- 1984 — «Цар Федір Іоаннович» Олексія Толстого — царський придворної
- 1984 — «На всякого мудреця досить простоти» Олександра Островського — Єгор Васильович Курчаєв, гусар
- 1984 — «Коник-Горбоконик» Петра Єршова — Гаврило
- 1984 — «Напередодні» Івана Тургенєва — Шубін
- 1985 — «Живий труп» Льва Толстого — Афремов
- 1986 — «Недоросль» Дениса Фонвізіна (режисер — Віталій Іванов) — Митрофан, син Простакова, «недоук»
- 1987 — «Сон про білих горах» Віктора Астаф'єва — Яким
- 1987 — «Холопи» Петра Гнєдича — Міроша
- 1987 — "Цар Федір Іоаннович " Олексія Толстого — гонець
- 1987 — "Людина, яка сміється " Віктора Гюго — Гуинплен
- 1988 — "Вишневий сад " Антона Чехова — Петро Сергійович Трофимов, студент
- 1990 — "Князь Срібний " Олексія Толстого — Малюта Скуратов, кат Івана IV Грозного
- 1990 — "Міщанин у дворянстві " Жана-Батіста Мольєра — Ковьель, слуга Клеонта
- 1990 — «дикунки» Олександра Островського та Миколи Соловйова — Віктор Васильович Вершинський
- 1991 — " Вбивство Гонзаго " Н. Йорданова — Гораціо
- 1992 — «Дядечків сон» Федора Достоєвського — Миршавців Павло Олександрович, наречений Зіни
- 1992 — «Гаряче серце» Олександра Островського — Гаврило, прикажчик (по лавці)
- 1993 — «Не було ні гроша, та раптом алтин» Олександра Островського — Єлеся, син міщанки Домни Евсігнівни Мигачової
- 1994 — «Вовки та вівці» Олександра Островського — Аполлон Вікторович Мурзавецький, прапорщик у відставці, племінник Мурзавецької, п'яниця і нікчемна людина
- 1995 — «Смерть Івана Грозного» Олексія Толстого — Борис Федорович Годунов
- 1996 — "Диваки " Максима Горького (режисер — Олександр Коршунов) — мастак
- 1996 — «Чайка» Антона Чехова — Костянтин Гаврилович Треплєв, син Аркадіної (Треплєву), молода людина
- 1998 — «Трудовий хліб» Олександра Островського (режисер — Олександр Коршунов) — Єгор Миколайович копра
- 1999 — «Король Густав Васа» Августа Стріндберга — Ерік
- 2001 — " Трудовий хліб " Олександра Островського — Іван Федулича Чепурін, крамар, господар будинку
- 2001 — "Безодня " Олександра Островського (режисер — Олександр Коршунов) — Кирило Пилиповичу Кисельников, молода людина, 22-х років
- 2004 — «День на день не доводиться» Олександра Островського (режисер — Олександр Коршунов) — безпідставний
- 2005 — «Весілля, весілля, весілля» Антона Чехова (режисер — Віталій Іванов) — Епамінонд Максимович Апломбов, наречений Дашеньки Жигалової
- 2005 — «Трудовий хліб» Олександра Островського (режисер — Олександр Коршунов) — Іоасаф Наумович Корпєлов, учитель, що промишляє дешевими приватними уроками
- 2006 — «Бідність не порок» Олександра Островського (режисер — Олександр Коршунов) — Любимо Карпич Торцов, брат Гордія Карпича, прокручуючи екран
- 2008 — «Діти сонця» Максима Горького (режисер — Адольф Шапіро) — Єгор, слюсар
- 2008 — «Ластівка» Олексія Толстого (режисер — Віталій Іванов) — Князь Бельський

##### Режисерські роботи
- 1996 — «Диваки» Максима Горького
- 1998 — «Трудовий хліб» Олександра Островського
- 2001 — «Безодня» Олександра Островського
- 2004 — «День на день не доводиться» Олександра Островського
- 2006 — «Бідність не порок» Олександра Островського

### Фільмографія
1. 1980 — Ключ — Гоги Галієв
2. 1981 — Коли кити йдуть — # 1981 — Портрет дружини художника — Юра Рябов, молодий художник
3. 1982 — Не можу сказати «прощавай» — Василь Михайлович, міліціонер
4. 1984 — Подвійний обгін — Леонід Федорович Жигаєв, грабіжник-рецидивіст
5. 1986 — Додатковий прибуває на другий шлях — електрик
6. 1988 — Холопи — Міроша, син Веточкіних
7. 1998 — Цар Іван Грозний — # 1998 — Чайка — Костянтин Гаврилович Трепльов
8. 2003 — Повернення Мухтара — Станіслав Дмитрович Ільковський, експерт-криміналіст, майор міліції
9. 2004 — Дрібнота — Смирнов, фельдшер
10. 2005 — Парниковий ефект — доктор
11. 2007 — Заповіт Леніна — Іван Петрович Бондаренко, начальник Оркоголінського табору
12. 2008 — Дике поле — мужик з коровою
13. 2008 — Спасите наши души — Іванов, уповноважений з Москви
14. 2008 — Голубка — Генка, художник
15. 2009 — Петя по дорозі в Царство небесне — Коновалов
16. 2009 — Московський дворик — Микола Петрович Фомін, майор
17. 2010 — Брестська фортеця — Петро Михайлович Гаврилов, майор, командир 44-го полку
18. 2011 — Розкол — Іоанн Миронович Неронов, протопоп
19. 2011 — Чорні вовки — Юрій Ілліч Гарозій, майор, співробітник карного розшуку
20. 2011 — Інкасатори — Федір Семенович Зубров («Зубр»), старший групи інкасаторів
21. 2011 — Ялта-45 — Мавлянов, слідчий НКДБ СРСР, майор
22. 2012 — Красуня — Павло Гущин, майор міліції
23. 2012 — Три товариші — Іванич
24. 2012 — Чкалов — Михайло Михайлович Громов, радянський льотчик, генерал-полковник авіації
25. 2012 — НС (Надзвичайна ситуація) — Олександр Вікторович Ліванов, начальник аварійно-рятувального загону
26. 2013 — Дві зими і три літа — Ілля Нетьоса
27. 2013 — Третя світова — Тимофій Семенович Жилін, голова колгоспу
28. 2014 — Тальянки — Олександр Прохоров, голова колгоспу
29. 2014 — Дурень — Нікітін, батько Діми
30. 2015 — Територія — Сидорчук
31. 2017 — Доярка і лопух
32. 2017 — Час перших — лікар
33. 2018 — Рубіж — Микола Шуров
34. 2020 — Зелений фургон. Зовсім інша історія — полковник Чернишенко начальник карного розшуку
35. 2020 — Собор — священик Микола

## Визнання

### Державні нагороди
- 1991 — Заслужений артист РРФСР — за заслуги в галузі радянського театрального мистецтва .
- 1993 — лауреат Премії міста Москви в області літератури і мистецтва [Архівовано 6 лютого 2015 у Wayback Machine.] 1993 року — за роль Гаврила в спектаклі «Гаряче серце» за п'єсою Олександра Островського в Державному академічному Малому театрі Росії[5].
- 1999 — Народний артист Російської Федерації — за великі заслуги в галузі мистецтва[2].
- 2004 — Орден Дружби — за багаторічну плідну діяльність у галузі культури і мистецтва.
- 2012 — Медаль «За заслуги в увічнення пам'яті загиблих захисників Вітчизни» Міністерства оборони Російської Федерації — за роль майора Петра Гаврилова у фільмі «Брестська фортеця» 2010 року (у числі всіх учасників творчої групи творців фільму)[1][6][7].

### Громадські нагороди
- 2000 — номінація на російську національну театральну премію " Золота маска " сезону 1998—1999 років у категорії «Драма» в номінації «Краща вистава» — за режисерську роботу над спектаклем " Трудовий хліб " за п'єсою Олександра Островського в Державному академічному Малому театрі Росії[8] .
- 2009 — приз імені Олександра Абдулова «За найкращу чоловічу роль у вітчизняному дебютному фільмі» на VII Міжнародному фестивалі кінематографічних дебютів «Дух вогню» [Архівовано 19 листопада 2021 у Wayback Machine.] — за виконання ролі Генки в фільмі " Голубка " (2008) режисера Сергія Ольденбурга-Свинцова[9] .